# دان نيومان (لاعب هوكي الجليد)
دان نيومان هو لاعب هوكي الجليد كندي، ولد في 26 يناير 1952 في وندسور في كندا.

## وصلات خارجية
- دان نيومان على موقع دوري الهوكي الوطني (الإنجليزية)
- دان نيومان على موقع EliteProspects.com (الإنجليزية)
- دان نيومان على موقع HockeyDB.com (الإنجليزية)
- دان نيومان على موقع Hockey-Reference.com (الإنجليزية)